# ماثيو ولس
ماثيو ولس (بالإنجليزية: Matthew Wells)‏ هو مجدف بريطاني، ولد في 19 أبريل 1979 في برادفورد في المملكة المتحدة.

## وصلات خارجية
- ماثيو ولس على موقع الاتحاد الدولي للتجديف (الإنجليزية)
- ماثيو ولس على موقع اللجنة الأولمبية الدولية (الإنجليزية)
- ماثيو ولس على موقع أوليمبيديا (الإنجليزية)
- ماثيو ولس على موقع اللجنة الأولمبية البريطانية (الإنجليزية)